# Petroica de Nova Guinea
La petroica de Nova Guinea (Devioeca papuana) és un ocell de la família dels petròicids (Petroicidae) i única espècie del gènere Devioeca Mathews, 1925.

## Hàbitat i distribució
Habita els boscos de les muntanyes, des de la Península de Doberai fins als districtes de Nova Guinea central i sud-oriental.